# Motori Panhard SK8E e SK8D
I motori SK8E e SK8D sono due motori endotermici a cilindro ruotante progettati e costruiti dal 1922 al 1938 dalla casa automobilistica francese Panhard & Levassor.

## Storia e caratteristiche tecniche

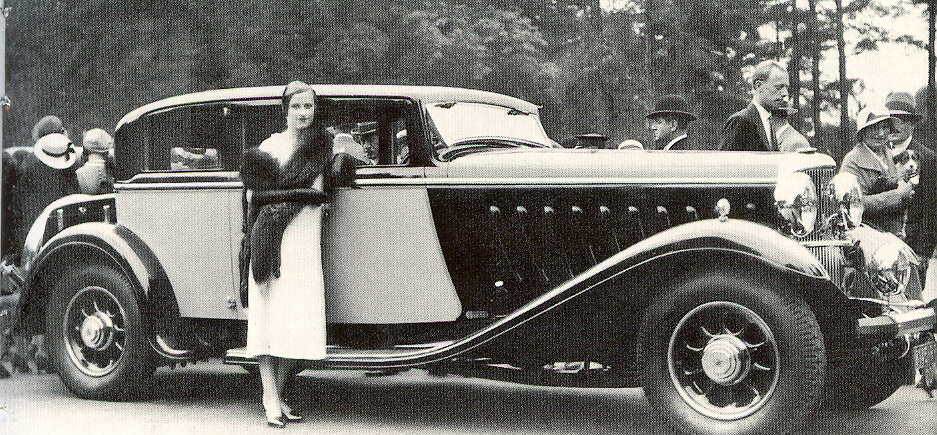
La 8DS montava il motore SK8D

Si tratta degli unici motori automobilistici ad 8 cilindri prodotti dalla casa di avenue d'Ivry. Oltre al  frazionamento, ciò che caratterizza questi motori era la disposizione in linea dei cilindri. Altre caratteristiche comuni ad entrambi questi motori, che di fatto erano strettamente imparentati fra di loro sul piano tecnico, erano il basamento e la testata in ghisa, ma anche la misura dell'alesaggio, pari ad 85 mm. Soprattutto, però, ad accomunarli fra loro era la distribuzione con valvole a fodero, un sistema utilizzato dalla Panhard & Levassor su licenza della Knight che per prima la brevettò e che la casa francese stava già utilizzando da oltre dieci anni al momento del debutto di questi motori (le prime applicazioni Panhard & Levassor risalivano al 1911).
I motori SK8E e SK8D differivano fra loro essenzialmente per la cilindrata: il primo era caratterizzato da una corsa pari a 140 mm, per una cilindrata totale di 6350 centimetro cubo; il motore SK8D, invece, montava un albero a gomiti con manovelle più corte e quindi con una corsa diminuita da 140 a 122 mm, per una cilindrata complessiva di 5084 cm3. Nella seguente tabella vengono mostrate anche le applicazioni relative a questi due motori.

## Riepilogo caratteristiche ed applicazioni

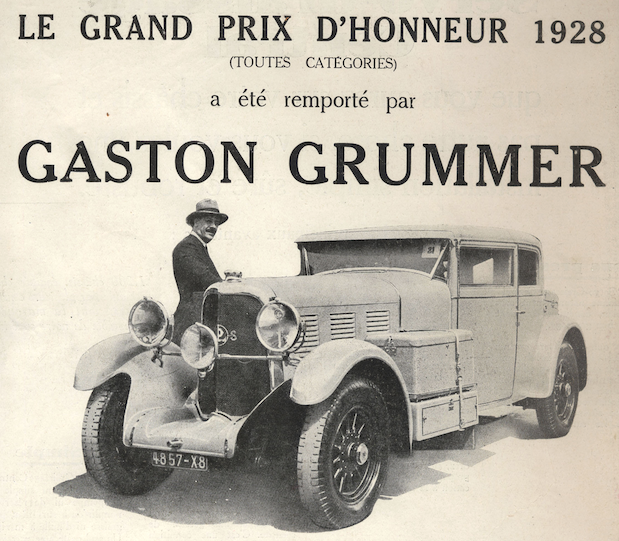
Una Type X54, che montava il motore SK8E

| Motori Panhard SK8E e SK8D |                  |                        |                              |                    |
| Variante                   | Cilindrata (cm3) | Alesaggio e corsa (mm) | Applicazioni                 | Anni di produzione |
| SK8D                       | 5084             | 85 x 122               | Panhard & Levassor 8DS (X67) | 10/1930-01/1938    |
| SK8E                       | 6350             | 85 x 140               | Panhard & Levassor Type X38  | 05/1922-12/1923    |
| SK8E                       | 6350             | 85 x 140               | Panhard & Levassor Type X42  | 01/1924-12/1924    |
| SK8E                       | 6350             | 85 x 140               | Panhard & Levassor Type X54  | 01/1925-07/1930    |